# Mykoła Dowhań
Mykoła Anatolijowycz Dowhań (ukr. Микола Анатолійович Довгань; ros. Николай Анатольевич Довгань, Nikołaj Anatoljewicz Dowganʹ; ur. 15 lipca 1955 w Tałai) – ukraiński wioślarz reprezentujący ZSRR, srebrny medalista olimpijski i dwukrotny medalista mistrzostw świata.

## Kariera
W 1972 zwyciężył w jedynkach na mistrzostwach świata juniorów w Mediolanie. Wynik ten powtórzył na mistrzostwach świata juniorów w Nottingham rok później.
Wystąpił na igrzyskach olimpijskich w Montrealu w 1976, zajmując piąte miejsce w jedynkach. Na rozgrywanych cztery lata później igrzyskach olimpijskich w Moskwie osada ZSRR w składzie: Jurij Szapoczka, Jewgienij Barbakow, Walerij Kleszniow i Mykoła Dowhań zdobyła srebrny medal. W finale o 1,66 sekundy przegrali z osadą NRD, a o 0,91 sekundy wyprzedzili Bułgarię. 
Zdobył brązowy medal w jedynkach na mistrzostwach świata w Lucernie (1974), plasując się za Wolfgangiem Hönigiem z NRD i Jimem Dietzem z USA. W tej samej konkurencji trzeci był także na mistrzostwach świata w Amsterdamie (1977), gdzie wyprzedzili go tylko Joachim Dreifke z NRD i Pertti Karppinen z Finlandii. 
Trzykrotnie zdobywał mistrzostwo ZSRR: w jedynkach w latach 1974 i 1978 oraz dwójkach podwójnych w 1981. 